# 忍者外傳系列
忍者外傳系列是由光榮特庫摩（原特庫摩）推出的一系列动作游戏。系列首作是於1988年所推出的《忍者龙剑传》，後發展出多款續作並橫跨多個遊戲平台發行，是以高難度見稱的動作遊戲系列。截至2021年6月10日，全系列遊戲的累計出貨數已超過680萬份。
系列遊戲於2004年的Xbox版《忍者外傳》之前皆為橫向捲軸遊戲，日文名稱的漢字為，在歐洲與北美洲的名稱是“NINJA GAIDEN”，但歐洲與澳洲的街机版與電腦版的名稱則是“Shadow Warriors”。中文譯名為「忍者龍劍傳」。至2004年上市的Xbox版開始，此系列轉變為3D動作冒險遊戲，所有地區皆統一名稱為“NINJA GAIDEN”，官方正式翻譯為「忍者外傳」，不過中國大陸的玩家仍習慣稱之为「忍者龍劍傳」。
系列遊戲大多是敘述隱匿於現代社會的「忍者大师」隼龙，手持由龍牙削製成的“真龍劍”和由邪神陨铁锻造的魔刀“邪神劍”所經歷的冒險故事，在早期作品故事舞台皆是在美國。到了Xbox版的《忍者外傳》時，背景則改以虛構國度維格爾帝国為主要設定，但于《忍者外傳2》之后，故事舞台则设定为東京、紐約、威尼斯、莫斯科、伦敦等真实城市。
2025年1月24日，光榮特庫摩遊戲在微软开发者直面会（Xbox Developer_Direct）上一同公布了由Xbox游戏工作室发行，时隔13年的系列新作《忍者龙剑传4》（白金工作室参与开发）及《忍者龙剑传2 黑之章》。《黑之章》为《忍者外傳Σ2》的高清复刻版，采用虚幻引擎5开发。

## 游戏
| 1988      | 忍者龙剑传 (街机)            |
| 1988      | 忍者龙剑传 (紅白机)          |
| 1989      |                              |
| 1990      | 忍者龍劍傳II 暗黑的邪神劍    |
| 1991      | 忍者龍劍傳III 黄泉的方船     |
| 1991      | 忍者外传 (Game Gear)         |
| 1991      | 忍者龙剑传GB：摩天楼决战     |
| 1992      | Ninja Gaiden (Master System) |
| 1993–1994 |                              |
| 1995      | 忍者龍劍傳 巴                |
| 1996–2003 |                              |
| 2004      | 忍者外傳                     |
| 2005      | 忍者外傳 黑之章              |
| 2006      |                              |
| 2007      | 忍者外傳Σ                    |
| 2008      | 忍者外傳 龍劍                |
| 2008      | 忍者外傳2                    |
| 2009      | 忍者外傳Σ2                   |
| 2010–2011 |                              |
| 2012      | 忍者外傳Σ Plus               |
| 2012      | 忍者外傳3                    |
| 2012      | 忍者外傳3 利刃邊緣           |
| 2012      | 100萬人的忍者外傳            |
| 2013      | 忍者外傳Σ2 PLUS              |
| 2014      | YAIBA：忍者外傳Z             |
| 2015–2020 |                              |
| 2021      | 忍者外傳：大師合輯           |
| 2022–2024 |                              |
| 2025      | 忍者外傳2 黑之章             |
| 2025      | 忍者外傳：怒之羈絆           |
| 2025      | 忍者外傳4                    |

### 舊系列
FC版上有三部系列作，且與Game Boy版的前傳共四款作品劇情皆有連貫。
- 1. 忍者龍劍傳GB ～摩天樓決戰～ ( 劇情時間 1985 年 )
- 2. 忍者龍劍傳 ( 劇情時間 1988 年 )
- 3. 忍者龍劍傳III ～黃泉方船～ ( 劇情時間 1988 年OR 1989年)
- 4. 忍者龍劍傳II ～暗黑邪神劍～ ( 劇情時間 1989 年 )
- 5. 忍者龍劍傳 OVA ( 劇情時間 II之後 )

皆是敘述隼流忍者龍隼因其父親被殺，而手持家傳龍劍，踏上復仇之路。而這三部作皆有以下兩個特色：
- 難度高——難度高是從街机版以後便一直存在本系列作的特色，遊戲中精確設定敵人或關卡陷阱的位置，甚至是敵人發射物的路徑，使得常常一個失誤便會重來。
- 開頭與過場動畫的穿插——本遊戲引入開頭動畫來提示與揭開劇情，並且在關卡間皆有串場動畫來連接劇情，這在動作遊戲中是首見的創舉，不但讓本系列聲名大噪，更影響後來的動作遊戲甚深。

#### 忍者龍劍傳 (街机)
美版名稱是Ninja Gaiden。
1988年推出的街机版是系列第一作。此版本的所登場忍者沒有提到名字，並且也與後來的作品毫無關聯，只有主角使用的招式“断头摔”（首切り投げ）被後來的系列作所繼承。

#### 忍者龍劍傳 (FC)
第一款在紅白机发行的《忍者龙剑传》游戏于1988年12月9日在日本地区发行，于1989年3月在北美地区发行，于1991年8月15日在欧洲地区发行。隼龙发现父亲隼乔神秘失踪，唯一的线索是一封信。信中让他前往美国与考古学家史密斯博士见面。史密斯博士告诉隼龙由自己和隼乔隐藏的两个雕像如果联合起来，世界将被邪神毁灭。隼龙来到位于亚马孙盆地的古代遗迹并且与邪鬼王进行战斗。邪鬼王是一个邪恶领袖，他一心想要恢复古代恶魔邪神。
由Hudson移植至PC Engine的版本只在日本地区发行。PC Engine版較為特別的一點是當時為中英日三國語言版。

#### 忍者龍劍傳II 暗黑的邪神劍 (FC)
在续作《忍者龍劍傳II 暗黑的邪神劍》中，龙得知了一个新的反派凶魔天帝阿修塔尔。龙必须从阿修塔尔之中抢救廖艾琳。她是前中央情报局特工。龙必须破坏邪神剑。这是一把威力巨大的武器，它是由邪神之骨锻造，而龙剑是由龙之牙锻造。最终，龙得知邪鬼王已经重生并要履行阿斯塔和邪神剑的天命。本游戏第一次采用精神复制。这个会复制龙来模仿他的动作并且与他并肩作战。
《忍者龙剑传II 暗黑的邪神剑》由GameTek移植至北美地区MS-DOS和Commodore Amiga家用电脑。它们具有256色调色板（Amiga系统上为32色）特点并且具有保存功能。玩家可以在任意时刻保存游戏中的位置。

#### 忍者龍劍傳III 黄泉的方船 (FC)
美版名稱是Ninja Gaiden III: The Ancient Ship of Doom。FC3部曲的最后一作。也许是向玩家的妥协，本作的难度是3部中最低的。虽然影分身被取消，但刀光的加入和受创动作大幅度减小，还有天火镖等攻击道具的强化，使游戏难度一下变得比前两作“平易近人”了许多。虽然本作中加入了不少新要素，并以降低难度的姿态希望吸引更多的玩家，但由于这时已经是FC的末期（同年SFC发售），作品本应有的魅力被大打折扣。 

#### 忍者外传 (GG)
GAME GEAR版是當年TECMO授權給SEGA開發，在掌機GAME GEAR上販售。
劇情主要是在敘述說有一神秘集團想要搶奪隼龙手上的龍劍，利用龍劍的力量來毀滅世界。

#### 忍者龍劍傳GB ～摩天樓決戰～(GB)
美版名稱是Ninja Gaiden Shadow。
Natsume開發製作，由TECMO發售。為系列作前傳，以主角還是身為見習忍者時的故事進行。遊戲的畫面、操作、部分音樂和同樣由Natsume開發製作的FC遊戲《赤影戰士》十分相似。

#### NINJA GAIDEN (MS)
SIMS開發製作，由SEGA發售，只有發售美版。

#### 忍者龍劍傳 巴 (SFC)
收錄FC版忍者龍劍傳1~3，畫質和音效都有重製，新增可選擇各代關卡的密碼。

### 新系列

#### 忍者外傳、黑之章、Σ
《忍者外傳》登場平台為Xbox，是本系列作睽違十年後的全新系列作品，由製作《生死格鬥》的製作人板垣伴信領導的Team Ninja製作，風格從2D的橫向捲軸遊戲轉變成3D的動作冒險遊戲。新系列的主角依舊為隼龙，不過世界觀已經結合同開發小組的另一款作品《生死格鬥》，故設定有若干變動。
本作剛推出時的名稱僅為《忍者外傳》，發售之後曾經推出透過網路下載的資料片「颶風包」。2005年再度推出強化版《忍者外傳：黑之章》，黑之章為本作的最終版本，新增遊戲內容並將難度提昇至更高。2017年底，Xbox One正式向下相容《忍者外傳：黑之章》，并且針對 Xbox One X進行了額外优化。
《忍者外傳Σ》的平台是PS3。是Xbox平台上的《忍者外傳：黑之章》的重製版，畫面依照PS3的性能來完全重製，監督為早矢仕洋介。細節的劇情有些许的改變、部分關卡動線完全改變，但基礎架構與《忍者外傳：黑之章》相同。Xbox版本上屬於NPC角色的瑞秋成為可使用角色。
本作在各大媒體間都獲得極高的評價，成為3D動作遊戲中的龍頭之一。

#### 忍者外傳 龍劍
《忍者外傳 龍劍》是在NDS平台上面徹底發揮觸控機能的作品，故事背景為XBOX《忍者外傳》的延伸，監督為板垣伴信。
本作打破NDS主機性能限制的畫面表現讓人大為讚嘆，礙於NDS卡匣的容量限制，所有過場都以插圖的方式程現。有別於過去使用手把的一貫玩法，本作除了格擋之外一概使用觸控來操作，由於玩家在遊玩的時候會因為緊張而過度施力去觸控NDS的畫面，也有因長時間遊玩導致NDS機能受損的案例，所以在坊間也被冠上「NDS殺手」的封號。
本作也追加了新的女性角色「紅葉」，也就是第一章教學關卡使用的角色，在達到特定條件後，可以全程使用，但是紅葉的難度「女忍之道」是獨立的，難度介於忍之道(Easy)和悟之道(Normal)之間。本作故事设定在前作黑龍丸事件之后。

#### 忍者外傳2、Σ2、黑之章
《忍者外傳2》於2008年6月3日發售，為Xbox 360獨佔。本作新增「滅卻」系統，只要在身體殘缺的敵人身邊按下對應指令，就能對目標進行處決擊殺。由於遊戲中會頻繁出現斷頭、腰斬等分屍鏡頭，《忍者外傳2》被日本電腦娛樂分級機構評為CORE Z，部分國家因斷肢表現問題禁止《忍者外傳2》販售，例如：德國。本作為全球統一版本，是忍者外傳系列作當時收錄語言最多的一款，擁有英日兩種語音，內建17種語言字幕，包含繁體中文。2019年4月，Xbox One正式向下相容《忍者外傳2》，并且針對 Xbox One X進行了額外优化。
本作的故事，描述中情局察覺邪神一族的兇魔皇帝，打算奪取位於富士山麓隼之里的邪神像。邪神像自日本戰國時代以來，便用於鎮守富士山底下的大邪神和四大魔神的其中三位，一旦解除邪神像的封印，世界將回到人魔共處的亂世。中情局意圖阻止兇魔皇帝，但不知道隼一門的首領「隼丈」與其子「隼龙」的所在，於是派潛匿名「索妮亞」的金髮女特務展開調查。索妮亞依循線索前往東京摩天樓的「村正商店」，並在那巧遇隼龙。索妮亞立刻告知隼龙邪神一族的陰謀，但就在不久之後，位於隼之里的邪神像還是被與地蜘蛛忍者合作的魔神伊莉莎白奪走。之後隼龙踏遍美国纽约，意大利威尼斯，俄国莫斯科，南美，將降臨人間的四大魔神打回冥府，再回到日本东京的富士山進入「黃泉之路」徹底殺死四大魔神，並討伐兇魔皇帝和复活的邪神，拯救世界。
本作為忍者外傳系列創始人「板垣伴信」所監督的最後一款忍者外傳作品。2008年，板垣本人於本作發售後聲明與TECMO因勞資問題產生糾紛，因此辭職並控告TECMO違約，雙方經歷一年多的訴訟後已達成和解。
《忍者外傳Σ2》日文版于2009年10月1日發售，日後有推出中文版，本作為PS3獨佔發售，監督為早矢仕洋介。《忍者外傳Σ2》大架構跟劇情與Xbox 360上的《忍者外傳2》相同，但系統有些許改動，怪物配置也進行了若干的調整。新增boss战和关卡；新增武器「破碎牙 · 阎魔」；新增導航系統，避免玩家發生迷路的現象。新增角色瑞秋、綾音、红叶三个角色可供使用，附赠对应关卡。鏡頭攝影機變成自由視角。畫面表現大幅優化，原生解析度達到720p，貼圖材質、光影皆獲得強化。角色的模組進行了加強翻修處理，隼龙、綾音、索妮亞的3D模型可以明顯看出臉部與Xbox 360上的《忍者外傳2》有所不同。本作移除血腥表現，取而代之的是紫色或綠色的煙霧特效，作品分級被日本電腦娛樂分級機構評為CERO D，斷肢表現仍然存在，但只有美版才會斷頭。本作首度新增雙人合作模式，玩家們可以與朋友雙人連線挑戰官方設計的關卡，是忍者外傳系列中首個可以連線合作遊玩的作品。

#### 忍者外傳3、3：利刃邊緣
2012年3月22日於 PS3 與 Xbox 360平台推出，各國版本皆為多國語言版，有英日配音與中英日文可切換。
《忍者外傳3》為忍者小组經歷KOEI合并，團隊重整後第一款真正原創開發的作品，此時忍者小组的領導人為早矢仕洋介，同時也是《忍者外傳3》的製作人。
在故事開端，恐怖份子佔領倫敦白宮，並指名交出隼龙。隼龙在日本政府的委託下來到倫敦準備揪出幕後黑手，經過一連串的衝突，隼龙於白宮中遇到自稱「假面導師」的男子。隼龙雖然在一番激烈的對決後擊敗假面導師，但假面導師也在龍隼手臂施下一道殺人者的詛咒「殺戮之兇手」，此詛咒會不斷侵蝕宿主，最終使宿主死亡。另一方面，一股陰謀也在背地裡悄悄進行著，隼龙必須忍受著詛咒的折磨，貫徹龍族正義拯救世界。
本作顛覆以往的遊戲系統：魂系統取消、補給品取消、無升級要素。初版上市僅有一種武器「刀」(Katana)，隨著劇情獲得新招式。新的「斷骨」系統為本作強調的重點，遊戲中鏡頭會拉近日本刀砍進敵人身軀的畫面，製作團隊於開發日誌影片中，表示此設計是為了讓玩家感受「刀身砍過骨頭的真實感」。斷骨的發動條件為「普攻時隨機發生」以及「把人型敵人以滑步剷起後按重攻擊」發動。本作的血腥程度大幅下降, 敵人被斬或殺後不會有肢解表現, 血的數量亦減少, 但仍是一款很暴力的遊戲, 因此遊戲分級依然為18禁。可是, 血腥程度與本作僅有一把武器受到猛烈的批評，官方於日後釋出「硬殼猛禽爪」與「闇月鐮刀」的免費 DLC 供玩家下載。
線上模式部分，本作擁有「忍者試煉」，玩家們能操控無名忍者, 可與朋友雙人合作挑戰官方設計的關卡。同時，本作新增了全新的模式「忍眾戰場」，在一個4 VS 4的地圖中進行廝殺。
本作不論PS3或Xbox360版本皆存在嚴重的畫面延遲問題，玩家戲稱「太空漫步」，此問題已於PS3與Xbox 360版本的《忍者外傳3：利刃邊緣》中獲得改善。
另外, 本系列龍隼的一招特殊技能「飛燕」的動作及威力也被魔改得十分強, 由原本的位移攻擊技能, 變成了一招能把敵人捉起的技能, 基本上人型敵人都能以這招一擊秒殺。
在劇中, 龍隼亦在玩家不能選擇的情況下, 必定要把一個不停向他乞命的敵人斬殺, 令很多粉絲認為這有異於忍者外傳及生死格鬥系列龍隼的性格。
整體而言, 武器數量極少, 血腥表現下降, 魔改飛燕, 及新加的劇情下, 令本作的評價十分低, IGN亦只給了3/10, 「AWFUL」的評價。
同年, 《忍者外傳3：利刃邊緣》於2012年12月8日 Wii U 版發售，2013年4月2日PS3/Xbox360版發售，各國版本皆為多國語言版，有英日配音與中英日文可切換。2019年5月，微軟與忍者小组宣布Xbox One正式向下相容《忍者外傳3：利刃邊緣》。監督為安田文彦。
最早隨著任天堂 WiiU 的發表時，公佈忍者外傳3將會移植到 WiiU 上，2012 E3 展上確定副標題為 Razor's Edge，正式官方中文翻譯為「利刃邊緣」，中国大陆玩家稱其為「刀鋒邊緣」。基礎架構跟劇情與《忍者外傳3》相同，但系統及遊玩上做了頗大幅度的修改：
- 敵人AI及其配置大幅修改, 令難易度變回忍者外傳系列一貫的困難。
- 斷骨系統發動條件重新設計，改为敌人发动红手投技的时候，迴避後按重攻擊鈕發動斷骨 (另外較高階的方法是可以用技能「空蟬」來迴避後發動, 玩家們稱為「空蟬斷骨」)。
- 主角龍隼及無名忍者除了原版三代的刀, 及其DLC的猛禽爪與日蝕大鐮外, 還回歸了前作中的無想新月棍, 雙刀及鎖鐮, 一共6把武器。
- 火炎龍, 破魔烈風刃, 暗極重波彈這三種忍法回歸。
- 新敵人。
- 場地有所修改, 隱藏地點能找到的水晶骷髏頭回歸, 點擊後會以殲滅戰方式供玩家挑戰。
- 武器升級系統回歸, 以及新加的技能升級系統登場, 必先消費相應Karma來解鎖特定技能。
- 前作按住重攻擊鈕的集氣「絕技」回歸, 而且被前作多了一階, 最多能做三階集氣 (藍 > 紫 > 紅)
- 重攻擊鈕的斷肢「滅卻」回歸。
- 斷肢及血腥表現回歸。因此本作被歸類為 Z 級 18 禁限制級的遊戲。
- 刪除了原版三代敵人被重創後乞討的行為, 取而代之的是回歸了前作中敵人的的自殺式攻擊。
- 新增女忍者綾音(Ayane)、紅葉(Momiji)、霞(Kasumi)，可供玩家操作。綾音在主線中擁有兩章獨自劇情的新關卡，但紅葉與霞均無獨立劇情關卡。
- 雖然回歸了數把前作的武器, 但除了原版三代外數量仍然是系列作中最少。
- 應玩家們的要求, 刪除了龍隼部分的劇情 (不影響主線)。
- 前作中最强武器「真龙剑」在本作中无法使用，仅在剧情中出现。

相較起原版三代，許多系統的改革, 修正與回歸受到眾多玩家青睞，女角色的登場亦獲得眾多好評。PS3/Xbox360修正了畫面延遲問題，流暢度也相對地穩定。
此作在一些硬核動作玩家眼中, 是此系列裡有著最完善戰鬥系統的作品, 因為技能數非常的多, 而且技能的互換和取消路線都十分豐富, 因此遊戲速度和節奏可以說是目前動作遊戲中最高速和順蜴的一作。
而且內容大幅修行的關係, 整體而言3RE是一款重製作品多於是一款加強版。
IGN亦給予了7.6/10的好評。
可惜在原版三代已種下的負面影響下, 令不少玩家都放棄此作, 因此現今不能接受此作的玩家也數之不少。
舊版的《忍者外傳3》，「無法」透過付費DLC的方式升級成《忍者外傳3：利刃邊緣》，欲購買者需特別留意。

#### 忍者外傳：大师合集
2021年6月10日PlayStation 4、Xbox One、Switch、PC平台發售，该作收录《忍者外傳Σ》、《忍者外傳Σ2》、《忍者外傳3：利刃邊緣》三部作品。《忍者外傳Σ2》、《忍者外傳3：利刃邊緣》为官方中文版，支持繁体中文。这是该系列作品第一次在PC平台上发售。本作的PC版本能以1080p、60帧畅玩，并最高可提升至2K、4K、60帧，可调整高级图形选项，但暂且不支持键鼠，仅能使用手柄游玩。
雖然為高清移植的版本, 但官方亦做了若干修正, 如:
- 本合集的《忍者外傳Σ》及《忍者外傳Σ2》不仅是PS3及XBOX360的《忍者外傳Σ》及《忍者外傳Σ2》的高清化, 同时该版本还包含PSV的《忍者外傳Σ Plus》及《忍者外傳Σ2 Plus》的内容，是包括了所有追加要素的最终完全版[15]。
- PS3及XBOX360時《忍者外傳3：利刃邊緣》中的一些BUG已被修正, 包括刀的無限斷骨及金甲蟲的無限Karma都已被取消。
- 刪除了連線模式及相關系統。 《忍者外傳Σ2》的忍者試煉改為玩家單人帶領一位NPC遊玩, 《忍者外傳3：利刃邊緣》的忍者試煉則將變為完全單人遊玩。
- 《忍者外傳3：利刃邊緣》故事模式沒有改變, 但在忍者試煉(特別是超忍和極忍難度下)敵人的血量和數量有被修改。

### 其他作品

#### YAIBA：忍者外傳Z
2014年3月18日XBOX360/PS3發售，2014年3月21日PC版發售，由忍者小组、Spark Unlimited、Comcept三方共同開發。本作的四大要素為：「忍者」、「動作」、「殭屍」、「機械」。
本作屬於外傳性質的作品，主角「刃」是一位曾經被隼龙斬殺的忍者，在機械技術的改造下重新復甦，帶著強烈的恨意對隼龙展開復仇之旅，隼龙將以敵對角色的身分登場。
《YAIBA：忍者外傳Z》採用虛幻引擎3開發，畫面以卡通渲染的方式呈現，粗體的字形與強烈的色彩皆帶有濃厚的美漫風格。操作方式與舊系列有若干的不同，除了以往的戰鬥與忍法特色，本作亦強調殭屍風格，以及各種牆壁跑酷與地圖互動的要素。

## 忍者外傳故事主要人物
|                                     | 忍者外傳 Σ （2007） | 忍者外傳 Σ2 （2009） | 忍者外傳 3：利刃邊緣 （2012） |
| ----------------------------------- | ------------------- | -------------------- | ----------------------------- |
| 龍隼 （配音：堀秀行）               | 登场                | 登场                 | 登场                          |
| 绫音 （配音：山崎和佳奈）           | 登场                | 登场                 | 登场                          |
| 吳葉 （配音：无 ）                  | 登场                | 未登场               | 未登场                        |
| 瑞秋 （配音：富泽美智惠）           | 登场                | 登场                 | 未登场                        |
| 村正 （配音：青野武）               | 登场                | 登场                 | 登场                          |
| 隼丈 （配音：若本规夫）             | 未登场              | 登场                 | 登场                          |
| 紅葉 （配音：皆口裕子）             | 未登场              | 登场                 | 登场                          |
| 艾琳（索尼婭） （配音：鈴木麻里子） | 未登场              | 登场                 | 登场                          |
| 血之伊丽莎白 （配音：鶴弘美）       | 未登场              | 登场                 | 未登场                        |
| 幻心 （配音：大友龙三郎）           | 未登场              | 登场                 | 登场                          |
| 霞 （配音：桑岛法子）               | 未登场              | 登场                 | 登场                          |
| 美月 （配音：甲斐田裕子）           | 未登场              | 未登场               | 登场                          |
| 康娜 （配音：須藤祐實）             | 未登场              | 未登场               | 登场                          |

- 人物排序按《忍者龙剑传 大师合集》收录的三部作品故事当中人物的登场先后次序排序。
- 该表格收录故事模式主要人物的配音演员。

## OVA
1991年11月21日，以《忍者龍劍傳》為名的動畫版在日本正式推出。

### 製作群
- 原作：1990《忍者龍劍傳II ～暗黑的邪神剑～》
- 製作總指揮：南隆裕
- 製作人：金內真弓、前田亞土
- 監督：神户守
- 助監督：佐山聖子
- 腳本：野邊朋史
- 題字：菅原志郎
- 人物設計・作畫監督：堀內修
- 攝影監督：吉田光伸
- Design Work：松田勝己
- 銃器設定：井尻博之
- 美術設定：ゲルバ．工作室
- 色指定：真田祥子
- 音樂：奧田拓哉
- 主題歌：久保田容子『Call Me Again』
- 主題歌作曲：奧田拓哉『Call Me Again』
- 監修：岡崎稔
- 協力：TECMO公司
- 動畫制作：Studio Junio

### 聲優陣容
- 龍隼（英语：Ryu Hayabusa）：難波圭一
- 艾琳：冬馬由美
- 羅伯特：若本規夫
- 杰弗裡：鄉里大輔
- 薩拉：榊原良子
- 內德：石塚運昇
- 凱瑟琳：鈴木沙織
- 巴基／旁白：小川真司

## 合作作品
- 無雙OROCHI系列
  - 光榮與TECMO合併之後，於2011年底發售的《無雙OROCHI 2》中加入五位光榮特庫摩旗下的五款遊戲中各自一位代表人物參戰，隼龙便是其中一人。而在PSP版《無雙Orochi 2 Special》當中，瑞秋也參與戰場。之後在Wii U版《無雙Orochi 2 Hyper》當中，紅葉也參與戰場。
  - 該作品中綾音與也有參戰，不過她是以生死格鬥系列的代表人物身份登場。
  - 在《無雙Orochi 2 Ultimate》中，霞也加入戰場，不過也與綾音相同，以生死格鬥系列的身分加入。
  - 龙隼于《无双大蛇3 Ultimate》再次以忍者龙剑传人物的身份回归无双系列。
- 《无双全明星》
  - 隼龙和绫音代表忍者外传系列参与2017年游戏《无双全明星》的战斗，而霞代表死或生系列参战。
- 《仁王》
  - 在《仁王》的DLC 3的支線任務「超忍」中，主角威廉會遇到龍隼的祖先 - 隼仁, 與其比武。可從擊倒隼仁來解鎖隼流忍者的裝備, 以及武器龍劍與隼流鎖鐮。隼流忍者的裝備外形與龍隼在原系列作中的經典服裝相同，為藍色的忍者服裝。
- 《仁王2》
  - 在《仁王2》的DLC 2中，支線任務「龍之忍者」讓主角與龍隼的祖先 - 隼𤂍戰鬥。在擊破其後, 能解鎖到當代的隼流忍者的裝備, 以及武器龍劍與猛禽爪。此作的隼流裝備沒採用《仁王》以龍隼的經典外形為主, 反而是一套完全新設計的裝備, 與現時龍隼穿著的「傳奇黑鷹」相似。其後, 官方亦與忍者外傳大師合集公佈的同時, 更新了本作DLC - 主角可取得稱為「龍族忍者」的幻化造型。

## 外部連結
- 官方网站
- NINJA GAIDEN: Master Collection中文官方網站 （页面存档备份，存于）（繁體中文）
- NINJA GAIDEN SIGMAΣ2日文官方網站 （页面存档备份，存于）
- NINJA GAIDEN SIGMAΣ2中文官方網站 （页面存档备份，存于）